# Euxoa ochrea
Euxoa ochrea là một loài bướm đêm trong họ Noctuidae.